# Elkalyce siamensis
Elkalyce siamensis är en fjärilsart som beskrevs av Godf. Elkalyce siamensis ingår i släktet Elkalyce och familjen juvelvingar. Inga underarter finns listade i Catalogue of Life.